# OneAsia Tour 2014
De OneAsia Tour 2014 was het zesde seizoen van de OneAsia Tour. Het seizoen begon in maart met het Enjoy Jakarta Indonesia PGA Championship en eindigde met het Australian PGA Championship in december. Er stonden tien toernooien op de kalender.

## Kalender
| Data  | Data  | Toernooi                                  | Stad       | Winnaar          | Score | Score | Info                                                   |
| ----- | ----- | ----------------------------------------- | ---------- | ---------------- | ----- | ----- | ------------------------------------------------------ |
| 27-03 | 30-03 | Enjoy Jakarta Indonesia PGA Championship  | Serpong    | Michio Matsumura | 267   | –21   |                                                        |
| 24-04 | 27-04 | Volvo China Open                          | Shenzhen   | Alexander Lévy   | 269   | –19   |                                                        |
| 08-05 | 11-05 | GS Caltex Maekyung Open Golf Championship | Seoel      | Park Jun-won     | 273   | –15   |                                                        |
| 15-05 | 18-05 | SK Telecom Open                           | Incheon    | Kim Seung-hyuk   | 277   | –11   |                                                        |
| 14-08 | 17-08 | Fiji International                        | Sigatoka   | Steven Jeffress  | 278   | –10   | Nieuw toernooi                                         |
| 09-10 | 12-10 | Nanshan China Masters                     | Shandong   | Hao-tong Li      | 275   | –9    |                                                        |
| 23-10 | 26-10 | Kolon Korea Open                          | Chonan     | Kim Seung-hyuk   | 282   | –2    |                                                        |
| 27-11 | 30-11 | Australian Open                           | Sydney     | Jordan Spieth    | 271   | –13   |                                                        |
| 05-12 | 07-12 | Dongfeng Nissan Cup                       | Guangzhou  | Aziatisch team   | 15-9  | 15-9  | Verliezer: Chinees team (Tweejaarlijks teamcompetitie) |
| 11-12 | 14-12 | Australian PGA Championship               | Gold Coast | Greg Chalmers po | 277   | –11   |                                                        |

| po = winnaar na play-off |

## Trivia
- Door politieke onstabiliteit in Thailand werd het Thailand Open geannuleerd.[1]